# André Rivet
Pour les articles homonymes, voir Rivet (homonymie).
André Rivet, pasteur protestant, théologien et écrivain calviniste français, né le 2 juillet 1572 à Saint-Maixent et mort le 7 janvier 1651 aux Provinces-Unies à Bréda.

## Jeunesse
Fils d’un marchand huguenot d'origine niortaise vraisemblablement issu de la noblesse locale, polymathe, universitaire, controversiste et guide spirituel, Rivet fut l'une des grandes figures du calvinisme européen au XVIIe siècle. Il s'attacha tout particulièrement à la défense de l'orthodoxie calviniste.
Consacré à Dieu par sa mère dès sa plus tendre enfance, à la suite d’un accident dont il sortit indemne par miracle, il commença ses études à Saint-Maixent, puis suivit à l'Académie d'Orthez l'enseignement de Lambert Daneau. Son éducation religieuse fut ensuite confiée au pasteur et controversiste niortais La Blachière, auprès duquel il resta cinq années, l’accompagnant à La Rochelle pendant les troubles. Reçu maître ès arts à l’académie d'Orthez en 1592, il paracheva ses études théologiques auprès du ministre rochellois Jean-Baptiste Rotan.

## Carrière en France
Nommé en 1595 pasteur et chapelain du duc de la Trémoïlle à Thouars, il y épouse Suzanne, fille de François Oyseau, sieur de Trévigar et ministre de l'église de Gien (Thouars). À la nouvelle de l'assassinat du roi Henri IV (1610), ses coreligionnaires poitevins, qui l’avaient en très haute estime, le missionnèrent auprès de Marie de Médicis pour présenter en leurs noms les condoléances de l’Église réformée du Poitou. Si certains de ses contemporains, dont Agrippa d'Aubigné, jugèrent son attitude trop conciliante vis-à-vis des intérêts de la Cour, la majorité lui renouvela sa confiance à de nombreuses occasions ; il fut ainsi par trois fois désigné secrétaire et une fois modérateur (Vitré, 1617) aux synodes nationaux.

## Carrière aux Provinces-Unies
En 1621, à l'invitation de l'université de Leyde, il partit aux Provinces-Unies pour y occuper la chaire de théologie de l’Université. Son épouse étant morte en 1620, il convola à nouveau, le 5 août 1621, avec Marie du Moulin, veuve des Guyot et sœur du ministre Pierre du Moulin à l'occasion d’un séjour en Angleterre afin d'obtenir son agrégation de théologie à Oxford.
Rappelé en France en 1622, il repartit pour Leyde l’année suivante et s’installa définitivement aux Provinces-Unies, malgré les invitations pressantes de ses concitoyens à retourner en France ; en 1627, l’ambassadeur des  Provinces-Unies plaida même sa cause au roi Louis XIII, lui épargnant la confiscation de ses biens afin de se l’attacher définitivement, le stathouder Frédéric-Henri l’éleva ensuite à la charge de gouverneur de son fils, le prince Guillaume. Il marie le prince d'Orange à Marie-Henriette Stuart. 
Il se fixa définitivement en 1646 à Bréda comme recteur du Collège d’Orange. Il enseignait encore quelques mois avant sa mort.

## Œuvres
Auteur à succès, tant en français qu'en latin (sous le nom d'Andreas Rivetus), de très nombreux ouvrages, commentaires théologiques, guides pédagogiques et autres controverses, dont (liste non exhaustive) :
- Le Resveille-matin des ministres, response aux demandes de J. Christi, chanoine théologal de Nantes, 1600 (Texte en ligne)
- Eschantillons des principaux paradoxes de la Papauté, sur les poincts de la religion controversez en ce temps. Saumur, Thomas Portau, 1603 (Texte en ligne)
- En l’usage sobre des viandes, contre la doctrine de la papauté maintenue par Georges l'Apostre[6], en son traité du Quaresme, Vendredy, Samedy, Quatretemps et rogations, Saumur, Thomas Portau, 1605[7]
- Démonstration de la vanité des causes et raisons par lesquelles Olivier Enguerrand, autrefois cordelier, depuis ministre en l'Église réformée de Chef-Boulonne et maintenant apostat, prétend colorer sa perfidie ; pour response à la déclaration qu'il a naguères publiée[8], Saumur, Thomas Portau, 1607
- Le catholique orthodoxe opposé au catholique papiste, Saumur, 1616 (ouvrage réunissant les Sommaire et abrégé des controverses de nostre temps touchant la religion (1608) (Texte en ligne) et Triomphe de la vérité, en suite du Sommaire des controverses (1610) (Texte en ligne))
- La Défense des deux épistres et de la préface du livre de Ph. De Mornay intitulé : Le Mystère d'iniquité, 1612
- Critici sacri specimen, hoc est censurae doctorum tam ex orthodocis quam ex pontificis in scripta quae Patribus plerisque priscorum et pluriorum saeculorum vel affinxit incogitantia, vel supposuit impostura, accedunt prolegomena de patrum autoritate, errorum causis et nothorum notis, 1612
- Remarques et considérations sur la Response de Coëffeteau au Mystère d'iniquité (1615-1617)
- Isagoge, seu introductio generalis ad scripturam sacram, 1616
- Histoire des choses plus notables advenues en l’Église depuis l’envoi des Apostres jusques à nostre temps, contenant les entreprises des evesques sur le spirituel et le temporel, et les oppositions qui leur ont été faictes de temps en temps ; avec la defense de la déduction du « Mystère d’iniquité » faicte par Messire Philippe Demornay, seigneur du Plessis-Marli, contre les accusations de Coëffeteau et de Gretierus, 1620
- Oratio de bono pacis et concordiae in Ecclesia, 1620
- Meditationes XII in selecta aliquot Scripturae loca, 1622
- XII méditations ou homélies de quelques mystères de nostre rédemption et aultres doctrines et exercices de piété, Leyde, 1622 (Texte en ligne)
- Statera quâ ponderatur Mantissae Laurentii Foreri jesuitae OEnipontani, Sectio una quam emisit adversus libellum cui titulus est Mysteria Patrum jesuitarum (publié sous le pseudonyme de Renatus Verdœus), 1627
- Lettres escrites à Madame de la Trémoille sur le changement de religion de M. le duc de la Trémoille, 1629
- Disputationes XIII de justâ et gratiosâ Dei dispensatione circa salutem generis humani, 1631
- Commentarius in Jonam ; Praelectiones in cap. XX Exodi, 1632
- Oratio habito in auditorio solemni, 1632
- Exhortations de repentance et recognoissance, faites au sujet du siège de Maëstricht, 1632 (Texte en ligne)
- Theologicae et scolasticae excercitationes CXC in Genesim, 1633
- De origine Sabbathi, 1633
- Meditationes in VII psalmos poenitentiales, 1634 (books.google.com)
- Commentarii in librum secundum Mosis, qui exodus apud Graecos inscribitur, 1634
- Instruction préparatoire à la saincte Cène; avec cinq prédications convenables en la matière, Leyde, 1634 (Texte en ligne)
- Jesuita vapulans, 1635
- Divers traités de piété sur quelques occasions du temps présent, 1637
- Méditation sur le Psaume XCI, pour servir d’antidote contre la peste et de précaution contre tous les dangers; avec une lettre sur la question s’il est loisible de s’éloigner des lieux infectés, 1638
- Suspiria poenitensis afflicti, 1638
- Apologia pro sanctissimâ Virgine Mariâ, 1639
- Les derniers vœux du Sacrificateur éternel, compris en sa prière contenue au XVIIe chapitre de saint Jehan, exposée en XVIII sermons, et une paraphrase; avec quelques autres petits traités, 1639
- Instruction chrestienne touchant les spectacles publics des comoedies et tragoedies, 1639
- Response à trois lettres du Sieur de la Milletière sur les moyens de réunion en la religion; avec la défense de Rivet contre les calomnies du Sr de la Milletière en son Catholique réformé, 1642
- Instruction du prince chrestien, 1642 (Texte en ligne)
- Animadversiones in Higonis Grotii annotata in Cassandri consultationem, 1642
- Examen animadversionum Grotii pro sui notis ad consultationem Cassandri, 1642
- Apologeticus pro suo de verae et sincerae pacis ecclesiae proposito, contra Grotii votum, 1643
- Decretum synodi Carentone habitae anno 1644, 1644
- Commentarius in Paslmorum propheticorum de mysteriis evangelicis dodecadem selectam, 1645
- Grotianae discussionis διάλυσις, 1646
- Apologia pro Hieronymi sententiâ de episcopis et presbyteris, 1646
- Question scélèbre s’il est nécessaire ou non que les filles soient sçavantes, Paris, 1646
- Epistolae apologeticae ad criminationes Amyraldi de gratiâ universali, 1648 (écrit en collaboration avec son frère Guillaume Rivet)
- Sur le chapitre XII de l’Epitre aux Romains, 1648
- Synopsis doctrinae de naturâ et gratiâ, excerpta ex Amyraldi tractatude predestinatione, 1649
- Lupi servati presbytari, viri doctissimi, qui ante annos 800, in Galliâ vixit de tribus questionnibus, 1650 (sous le pseudonyme de Renatus de Viraeus)
- La bonne vieillesse, représentée en une lettre latine d’A. Rivet à G. Rivet, son frère, et par lui traduite en français, 1652

On lui doit aussi des traductions d'ouvrages latins (dont l'Histoire du siège de Bois-le-Duc, 1631 (de Heinsius) et des éditions (P. Picherelli opuscula theologica, 1629)
Enfin, une partie de sa correspondance avec des grands esprits de son temps a été conservée, notamment des lettres à Sarreau, Duplessis-Mornay, Jean Daillé et surtout à son frère Guillaume, auquel il resta toujours très lié[réf. nécessaire].

## Sources
- Auguste Lièvre, Histoire des protestants et de l'Église réformée du Poitou, Paris, Grassart, 1859.